# Seconda Repubblica del Turkestan orientale
La Seconda Repubblica del Turkestan orientale, comunemente semplificata in Repubblica del Turkestan orientale (ETR), fu una repubblica popolare socialista di breve durata sostenuta dall'Unione Sovietica e costituita da popoli turchi. Esistette negli anni 1940 (12 novembre 1944 - 20 dicembre 1949) nello Xinjiang. Ebbe inizio da una rivoluzione in tre distretti settentrionali (Ili, Tarbaghatai, Altay) della provincia dello Xinjiang nella Repubblica cinese, sfociando poi nella Ribellione Ili. Il resto dello Xinjiang era sotto il controllo del Kuomintang (KTM). Questa regione è ora la Regione autonoma uigura dello Xinjiang della Repubblica Popolare Cinese (RPC). L'ETR fu la prima fase della rivoluzione dei Tre distretti (1944-1949).

## Antefatto
Dal 1934 al 1941 lo Xinjiang fu sotto l'influenza dell'Unione Sovietica. Il signore della guerra locale, Sheng Shicai, dipendeva dall'Unione Sovietica per il supporto militare e il commercio. Le truppe sovietiche entrarono nello Xinjiang due volte, nel 1934 e nel 1937, per periodi di tempo limitati, per dare un sostegno militare diretto al regime di Sheng Shicai. Dopo aver liquidato la 36ª divisione del generale Ma Chung-yin, nel 1934, e il ritiro delle truppe sovietiche nel 1935, l'Unione Sovietica inviò una commissione nello Xinjiang, per redigere un piano per la ricostruzione della provincia, guidata dal cognato di Stalin, vicecapo della Banca statale dell'URSS, Alexander Svanidze, che portò ad un prestito quinquennale sovietico di cinque milioni di rubli in oro al regime di Sheng Shicai. Il progetto fu firmato da Sheng Shicai il 16 maggio 1935, senza consultazione o approvazione da parte del governo centrale della Repubblica di Cina. Dopo l'intervento sovietico, nel 1937, e la repressione dei ribelli dungani e uiguri a sud dello Xinjiang con la liquidazione della 36ª divisione di dungani e della 6ª divisione uigura, il governo sovietico non ritirò tutte le truppe. Un reggimento di soldati del Ministero degli affari interni rimase a Kumul a partire dall'ottobre 1937, al fine di prevenire una possibile offensiva dell'esercito imperiale giapponese nello Xinjiang attraverso la Mongolia continentale. In cambio, furono date, all'Unione Sovietica, delle concessioni per le miniere: petrolio, stagno e tungsteno a condizioni commerciali molto favorevoli.
Nel 1936, dopo che Sheng Shicai espulse 20.000 kazaki dallo Xinjiang a Qinghai, gli Hui guidati dal generale Ma Bufang massacrarono i loro compagni kazaki musulmani, fino a quando ne rimasero solo 135.
Il 26 novembre 1940, Sheng Shicai concluse un accordo che concedeva all'Unione Sovietica ulteriori concessioni nella provincia dello Xinjiang per cinquant'anni, comprese le aree confinanti con l'India e il Tibet. Questo pose lo Xinjiang sotto il pieno controllo politico ed economico dei sovietici, rendendolo parte della Cina solo nominalmente. Sheng Shicai ricordò nel suo libro di memorie "Red failure in Sinkiang", pubblicato dall'Università del Michigan nel 1958, che Iosif Stalin lo spinse a firmare il segreto "Accordo delle concessioni" nel 1940. Preparato da Stalin e lungo diciassette articoli, avrebbe portato lo Xinjiang a condividere lo stesso destino della Polonia. Sheng Shicai fu informato di questo risultato voluto dai rappresentanti sovietici ad Ürümqi Bakulin e Karpov.
Il primo articolo dell'accordo affermava che: "Il governo dello Xinjiang accetta di estendere, al governo dell'Unione Sovietica, sull'intero territorio dello Xinjiang i diritti esclusivi di prospezione, indagine e sfruttamento delle miniere di stagno e dei suoi minerali ausiliari". I sovietici istituirono un trust noto come "Sin-Tin" come persona giuridica indipendente, soggetta solo alle procedure legislative dell'Unione Sovietica, per l'attuazione delle disposizioni dell'Accordo in conformità con l'articolo 4 con il diritto "di istituire, senza impedimenti, filiali, sub filiali e agenzie nell'intero territorio dello Xinjiang" e tutte le forniture di materiali per le concessioni, consegne di attrezzature e materiali e altre importazioni dovevano essere fatte dall'Unione Sovietica mentre le esportazioni di minerali dovevano essere senza dazi doganali e altri effetti e tasse e il pagamento del prezzo fisso del 5% del costo dei minerali estratti sarebbe andato al governo dello Xinjiang.
In seguito a questo accordo, vennero inviate spedizioni per l'esplorazione geologica su larga scala tra il 1940 e il 1941, e vennero scoperti grandi giacimenti di diverse risorse minerarie, tra cui uranio e berillio, nelle montagne vicino a Kashgar e nel territorio dell'Altaj. Minerale grezzo di entrambi gli elementi continuò ad essere consegnato all'Unione Sovietica fino al 1949, dalle miniere dello Xinjiang Altaj. I geologi sovietici continuarono a lavorare nello Xinjiang fino al 1955, quando il capo sovietico Nikita Khrushchev rifiutò a Mao Zedong la richiesta di consegnare la tecnologia per produrre armi nucleari nella RPC. Un progetto atomico cinese venne avviato utilizzando strutture costruite dall'Unione Sovietica a Chuguchak e Altay nello Xinjiang settentrionale. Queste strutture erano state usate dall'Unione Sovietica per la progettazione di armi nucleari e la creazione del primo progetto di bomba atomica sovietica, testato con successo il 29 agosto 1949.
Dopo l'Operazione Barbarossa, l'invasione tedesca dell'Unione Sovietica, nel giugno 1941, e l'entrata degli Stati Uniti d'America nella seconda guerra mondiale, nel dicembre 1941, l'Unione Sovietica divenne molto meno attraente come patrona di Sheng rispetto al Kuomintang. Nel 1943 Sheng Shicai passò dalla parte del Kuomintang dopo le grandi sconfitte sovietiche per mano dei tedeschi nella seconda guerra mondiale. Tutte le forze militari dell'Armata Rossa sovietica e i tecnici residenti nella provincia furono espulsi, e le unità dell'Esercito Rivoluzionario Nazionale e i soldati di Ma Bufang si trasferirono nello Xinjiang per prendere il controllo della provincia. Ma Bufang aiutò il Kuomintang a costruire strade che collegavano Qinghai e Xinjiang, il che aiutò entrambi a portare lo Xinjiang sotto la loro influenza. Nell'agosto del 1942 Sheng incontrò ad Ürümqi Dekanozov, ex ambasciatore sovietico nella Germania nazista e vice commissario del Ministero degli affari esteri dell'Unione Sovietica, chiedendogli il ritiro di tutte le forze militari e dei consiglieri politici dallo Xinjiang nel giro di 3 mesi. Chiese anche che venissero rimosse tutte le attrezzature sovietiche dal territorio delle concessioni sovietiche, compresa la chiusura dei giacimenti petroliferi sovietici a Tushangze (Zungaria) e l'impianto di produzione aeronautica sovietica di Ürümqi. Il 29 agosto 1942, il giorno dopo che Dekanozov lasciò Ürümqi, Sheng incontrò la signora Chiang Kai-shek, moglie del generale cinese, che volò a Ürümqi con una lettera di [Chiang Kai-shek] che prometteva il suo perdono per quanto accaduto in precedenza. Sheng fu nominato capo del Kuomintang nello Xinjiang, nel 1943, permettendo ai quadri del Kuomintang di entrare nella provincia. Per stringere i suoi legami con il Kuomintang, Sheng arrestò, il 17 settembre 1942, un certo numero di comunisti cinesi inviati nello Xinjiang dal Comitato Centrale del Partito Comunista Cinese nel 1938, e giustiziati nel 1943. Tra i giustiziati c'era Mao Zemin, fratello di Mao Zedong. Nell'estate del 1944, in seguito alla sconfitta tedesca sul Fronte orientale, Sheng tentò di riaffermare il controllo sullo Xinjiang e si rivolse di nuovo all'Unione Sovietica. Arrestò un certo numero di quadri del Kuomintang a Ürümqi e inviò una lettera a Stalin con l'offerta di "incorporare lo Xinjiang nell'Unione Sovietica come sua 18° repubblica socialista sovietica". Sheng Shicai chiese a Stalin di essere presidente della nuova repubblica sovietica. Stalin rifiutò di trattare con Sheng e inoltrò questa lettera confidenziale a Chiang Kai-shek. Di conseguenza, il Kuomintang lo rimosse dalla provincia nell'agosto del 1944 e lo nominò ad un incarico di basso livello nel Ministero delle Foreste a Chongqing.
Nel 1944, i sovietici approfittarono del malcontento tra i popoli turchi del distretto di Ili nello Xinjiang settentrionale per sostenere una ribellione contro il governo del Kuomintang, al fine di riaffermare l'influenza sovietica nella regione.

## Ribellione
Molti dei popoli turchi della regione di Ili, nello Xinjiang, avevano stretti legami culturali, politici ed economici, prima con la Russia e poi con l'Unione Sovietica. Molti di loro avevano studiato nell'Unione Sovietica e una comunità di coloni russi viveva nella regione. Di conseguenza, molti dei ribelli turchi fuggirono in Unione Sovietica e, nel 1943, ottennero assistenza nel creare il Comitato per la liberazione del popolo turco (STPNLC) per ribellarsi contro il governo cinese del Kuomintang a Ili. L'uiguro filo-sovietico, che in seguito divenne capo della rivolta, Ehmetjan Qasim, aveva studiato in Unione Sovietica ed era descritto come "l'uomo di Stalin" e un "progressista di stampo comunista". Qasim russificò il suo cognome in "Kasimov" e divenne membro del Partito Comunista dell'Unione Sovietica.
Liu Bin-Di era un ufficiale del Kuomintang (KMT), di etnia Hui, inviato da funzionari di Ürümqi per sottomettere l'area e distruggere i musulmani turchi, che erano pronti a rovesciare i cinesi, ma la sua missione fallì perché le sue truppe arrivarono troppo tardi. Diverse unità di cavalleria turca, armate dai sovietici, attraversarono la Cina in direzione di Ghulja. Nel novembre del 1944 Liu fu ucciso dai ribelli uiguri e kazaki sostenuti dall'Unione Sovietica. Ciò diede inizio alla Ribellione Ili, con l'esercito ribelle uiguro di Ili che combatté contro le forze della Repubblica di Cina.
Dopo la partenza di Sheng Shicai dallo Xinjiang, la nuova amministrazione del Kuomintang ebbe crescenti problemi nel mantenere la legge e l'ordine. Il 16 settembre 1944, le truppe che erano state inviate nella regione di Gongha, in maggioranza kazaki, non erano state in grado di contenere un gruppo di rivoltosi. L'8 ottobre i rivoltosi avevano catturato Nilka, il capoluogo della contea. Nel mese di ottobre scoppiò la Ribellione Ili a sud di Ghulja. Aiutati dall'Unione Sovietica e sostenuti da diversi esuli dello Xinjiang addestrati nell'Unione Sovietica, i ribelli ottennero rapidamente il controllo sui Tre distretti, conquistando Ghulja a novembre. La popolazione etnica cinese della regione fu decimata dal massacro e dalle espulsioni. Secondo i funzionari consolari degli Stati Uniti, lo studioso islamico Elihan Töre dichiarò un "governo islamico del Turkistan":
(Elihan Töre)
I ribelli assaltarono Kulja il 7 novembre 1944 e occuparono rapidamente parti della città, massacrando le truppe del KMT. Tuttavia, incontrarono una feroce resistenza da parte delle forze del KMT rintanate nei centri di potere e nelle stazioni di polizia, e non riuscirono ad espugnarle fino al giorno 13. Il 15 novembre venne dichiarata la creazione della "Repubblica del Turkestan orientale" (ETR). L'esercito sovietico assistette l'esercito Ili uiguro nella cattura di diverse città e basi aeree. Anche i russi non comunisti come i russi bianchi e i coloni russi, che vivevano nello Xinjiang dal XIX secolo, aiutarono l'Armata Rossa sovietica e i ribelli dell'esercito Ili subendo pesanti perdite. Molti capi della Repubblica del Turkestan orientale erano agenti sovietici o affiliati all'Unione Sovietica, come Abdulkerim Abbas, Ishaq Beg, Saifuddin Azizi e i bianchi russi F. Leskin, A. Polinov e Glimkin. Quando i ribelli si misero nei guai prendendo lo strategico aeroporto di Airambek ai cinesi, le forze militari sovietiche intervennero direttamente per aiutarli a ridurre la roccaforte cinese.
I ribelli si diedero al massacro di civili cinesi Han, in particolare contro quelli affiliati al KMT ed a Sheng Shicai. Nella "Dichiarazione di Ghulja" del 5 gennaio 1945, la Repubblica del Turkestan orientale proclamò che avrebbe "spazzato via i cinesi Han", minacciando di estrarre loro un "debito di sangue". La dichiarazione diceva anche che la Repubblica avrebbe cercato di stabilire, in particolare, legami cordiali con i sovietici. L'ETR successivamente de-enfatizzò il tono anti-Han nei suoi proclami ufficiali dopo che erano stati massacrati la maggior parte dei civili Han della zona. I massacri contro gli Han si verificarono soprattutto durante il 1944-1945, e il KMT rispose a tono torturando, uccidendo e mutilando i prigionieri dell'ETR. Nel territorio controllato dall'ETR, come Ghulja, vennero attuate varie misure repressive, come la creazione di un'organizzazione di polizia segreta in stile sovietico, oltre al fatto che gli Han possedevano armi e resero ufficiali le lingue russa e turca e non il cinese. Mentre i popoli Tungusi non musulmani come gli Xibe giocavano un ruolo importante nell'aiutare i ribelli fornendo loro grano e altri cereali, i locali dungani musulmani (Hui) diedero un contributo insignificante e trascurabile o non li aiutarono affatto.
Le richieste dei ribelli comprendevano la fine del dominio cinese, l'uguaglianza per tutte le nazionalità, l'uso riconosciuto delle lingue native, le relazioni amichevoli con l'Unione Sovietica e l'opposizione all'immigrazione cinese nello Xinjiang. Le forze militari disponibili alla ribellione furono il neonato Esercito Nazionale Ili (INA) che in seguito ribattezzarono Esercito nazionale del Turkestan orientale, che comprendeva per lo più soldati uiguri, kazaki e russi bianchi (circa 60.000 soldati, armati e addestrati dall'Unione Sovietica, rafforzato con regolari unità dell'Armata Rossa, che comprendeva fino a 500 ufficiali e 2.000 uomini), e un gruppo di kazaki Karai sotto il comando di Osman Batur (circa 20.000 cavalieri). I Kazaki si espansero a nord, mentre l'INA andò a sud. Nel settembre 1945, l'esercito del Kuomintang e l'INA occuparono posizioni su entrambi i lati del fiume Manasi vicino Ürümqi. A questo punto l'ETR deteneva Zungaria e Kashgaria, mentre il Kuomintang deteneva l'area Ürümqi (Tihuwa).
L'Esercito nazionale di Ili (INA), che fu istituito l'8 aprile 1945 come braccio militare dell'ETR, fu guidato dal Kirghiso Ishaq Beg e dai bianchi russi Polinov e Leskin. Tutti e tre erano filo-sovietici e avevano una storia di servizio militare con le forze associate ai sovietici. Questi fornirono l'INA di munizioni e uniformi in stile russo, e le truppe sovietiche aiutarono direttamente le truppe INA a combattere contro le forze cinesi. Le uniformi e le bandiere dell'INA avevano tutte le insegne con l'acronimo russo "Repubblica del Turkestan orientale", ВТР in cirillico (Восточная Туркестанская Республика). I sovietici ammisero il loro sostegno ai ribelli alcuni decenni più tardi quando, il 14 maggio 1967, in una trasmissione radiofonica in lingua uigura di Radio Tashkent nello Xinjiang, si vantarono del fatto che avevano addestrato e armato le forze della Repubblica del Turkestan orientale contro la Cina. Migliaia di soldati sovietici assistettero i ribelli turchi nella lotta contro l'esercito cinese. Nell'ottobre del 1945 sospetti aerei sovietici attaccarono posizioni cinesi.
L'Armata Rossa sovietica e l'esercito turco uiguro di Ili avanzavano con il supporto aereo sovietico contro le forze cinesi poco preparate e riuscirono quasi a raggiungere Ürümqi. Tuttavia, i militari cinesi cercarono di creare anelli di difesa attorno alla zona, inviando la cavalleria musulmana cinese per fermare l'avanzata dei ribelli musulmani turchi. Migliaia di truppe musulmane cinesi, sotto il generale Ma Bufang e suo nipote generale Ma Chengxiang, si riversarono nello Xinjiang dal Qinghai per combattere le forze uigure sovietiche e turche.
Gran parte dell'esercito e degli armamenti Ili provenivano dall'Unione Sovietica. L'esercito ribelle Ili spinse le forze cinesi attraverso le pianure e raggiunse Kashgar, Kaghlik e Yarkand. Tuttavia, gli uiguri nelle oasi non diedero sostegno ai ribelli sostenuti dai sovietici e, di conseguenza, l'esercito cinese fu in grado di espellerli. I ribelli Ili massacrarono bestiame appartenente ai kirghisi e ai tagiki dello Xinjiang. Gli insorti, appoggiati dai sovietici, distrussero le coltivazioni tagike e kirghise e si mossero in modo aggressivo contro i civili di quelle etnie. I cinesi respinsero la ribellione sostenuta dai sovietici a Sarikol nell'agosto 1945 e fino al 1946, sconfiggendo l'assedio dei popoli "tribali" attorno a Yarkand quando si erano ribellati a Nanchino intorno a Sarikol, uccidendo ufficiali dell'Armata Rossa.
Nel 1945, il musulmano cinese signore della guerra Ma Bufang, della cricca Ma dello Qinghai, era stato inviato, dal Kuomintang, con la sua cavalleria ad Ürümqi per proteggere la città dai ribelli uiguri di Ili. Nel 1945 il 5º e 42º reparto di cavalleria dungana (Hui) furono inviati dal Qinghai allo Xinjiang, in rinforzo alla seconda armata del KMT, composta da quattro divisioni. Le loro forze combinate ammontavano a 100.000 uomini, Hui e Han, sotto comando KMT. Venne detto che i sovietici erano ansiosi di "liquidare" Ma Bufang. Il generale Ma Chengxiang, un altro ufficiale Hui della cricca Ma e nipote di Ma Bufang, comandò la 1ª Divisione di cavalleria dello Xinjiang sotto il KMT, che era precedentemente la cavalleria del Gansu. Nel 1946 fu dichiarato un cessate il fuoco, con la Seconda Repubblica del Turkestan orientale che controllava Ili ed i cinesi dominanti il resto dello Xinjiang, inclusa Ürümqi.

## I negoziati e il governo della coalizione a Ürümchi e la fine dell'ETR

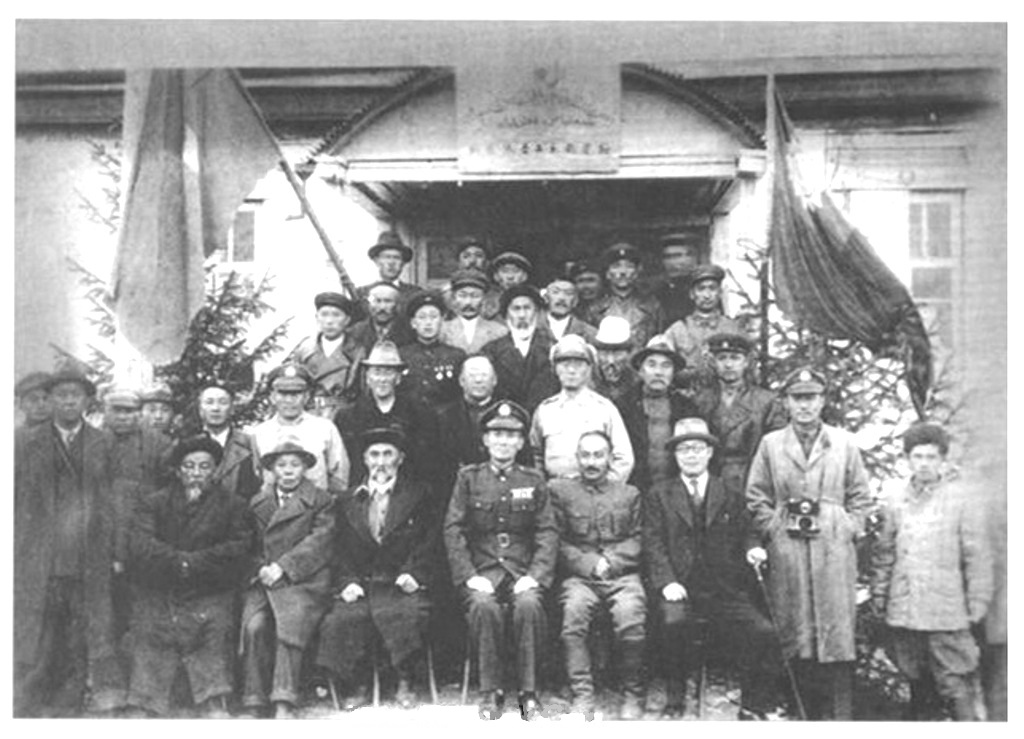
Rappresentanti del governo di coalizione del 1946 compreso il presidente Zhang Zhizhong (prima fila il 5° da destra) e il vice presidente Ehmetjan Qasimi (prima fila il 4° da destra).

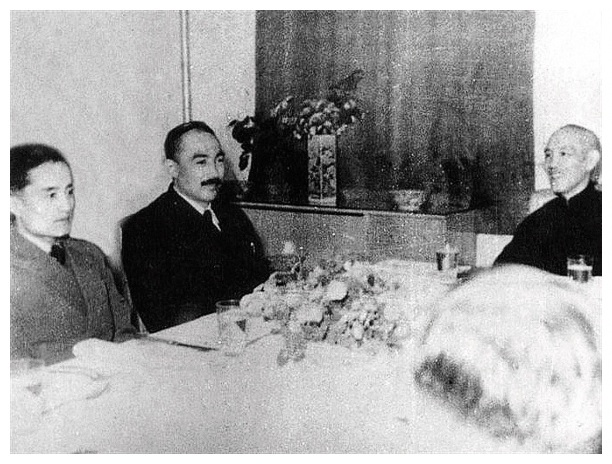
Ehmetjan Qasimi e Abdulkerim Abbas con Chiang Kai-shek a Nanchino il 22 novembre 1946.

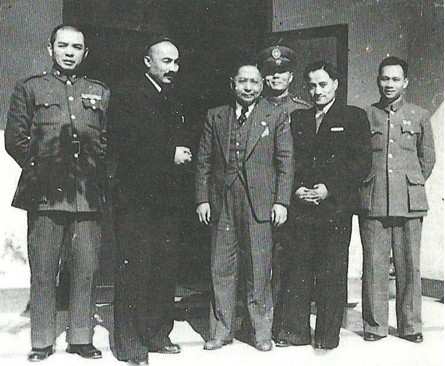
Ehmetjan Qasimi e Abdulkerim Abbas con Sun Fo, figlio di Sun Yat-sen, a Nanchino il 24 novembre 1946.

Nell'agosto del 1945, la Cina firmò un trattato di amicizia e alleanza che concedeva all'Unione Sovietica una serie di concessioni che gli Stati Uniti avevano promesso alla conferenza di Jalta. Questo concluse apertamente il sostegno sovietico alla Repubblica del Turkestan orientale. Il governo centrale della Cina del Kuomintang raggiunse un accordo negoziato con i capi dell'ETR nel giugno del 1946. Secondo la transazione negoziata, il 27 giugno 1946, il Comitato del Governo dell'ETR stabilì la Risoluzione 324, per trasformare il Comitato del Governo dell'ETR nel consiglio della prefettura di Ili nella provincia dello Xinjiang (la risoluzione usa "Turkestan orientale" per indicare la provincia dello Xinjiang) ponendo fine all'l'ETR. Il nuovo consiglio non era un governo, e i Tre distretti erano rispettivamente diretti dal nuovo governo della coalizione provinciale dello Xinjiang come gli altri sette.
Il 1º luglio 1946, venne fondato ad Ürümqi il governo della Coalizione Provinciale dello Xinjiang. Questo governo era costituito da tre entità: il governo centrale della Cina, i Tre distretti e i sette distretti antirivoluzionari (in quel periodo la provincia dello Xinjiang aveva dieci distretti in totale, e i sette distretti, come le principali aree abitate dagli uiguri, erano trattati come un gruppo solo per unirsi al governo della coalizione). Nei 25 membri del Comitato del Governo della Coalizione, c'erano sette membri del governo centrale, otto dei Tre distretti e dieci dei sette distretti. Il comunista Ehmetjan Qasim, il leader dei Tre Distretti, divenne vice Presidente Provinciale.
Come istituzione del governo della coalizione, il governatore impopolare Wu Zhongxin (presidente del governo della provincia dello Xinjiang) fu sostituito da Zhang Zhizhong (presidente del governo della coalizione provinciale dello Xinjiang), che diede maggiore importanza alle minoranze politiche per placare la popolazione nei Tre distretti.
Dopo l'istituzione del governo della coalizione, in effetti, poco cambiò nei Tre distretti. Rimasero un'area de facto pro-sovietica separata, con la propria moneta e le proprie forze militari. All'inizio, tutti e tre le parti del governo della coalizione riponevano in essa le proprie speranze. La parte dei Tre Distretti discusse con il Governo della Coalizione e con i Sette Distretti per riunire di nuovo l'economia, la finanza, i trasporti, i sistemi di servizio postale dei dieci distretti dello Xinjiang. Discussero anche della riorganizzazione dell'esercito dei Tre Distretti. Questi avevano ritirato il loro esercito dai sette distretti.
Tuttavia, con il cambiamento della situazione interna e internazionale e la contraddizione nel governo della Coalizione, questo fu sul punto di crollare nel 1947. Durante il 1946 e il 1947, il Kuomintang sostenne attivamente alcuni politici che si opponevano ai Tre Distretti. A quel tempo, questi politici dell'opposizione comprendevano il capo dei kazaki Osman Batur, che ruppe con gli altri ribelli quando il loro orientamento pro-sovietico divenne chiaro. Nel governo della coalizione c'erano diversi uiguri importanti nominati dal Kuomintang, che erano anti-rivoluzionari, come Muhammad Amin Bughra, Isa Yusuf Alptekin e Masud Sabri. Questi tre uiguri tornarono nello Xinjiang con Zhang Zhizhong nel 1945, quando iniziarono le trattative.
Poiché c'erano troppe difficoltà, Zhang Zhizhong, presidente del governo della coalizione, decise di fuggire dallo Xinjiang. Bai Chongxi, ministro della difesa della Repubblica di Cina e musulmano Hui, veniva considerato il suo successore come governatore dello Xinjiang. Ma alla fine, secondo la raccomandazione di Zhang Zhizhong, il posto fu dato invece a Masud Sabri, un uiguro pro-Kuomintang e anti-sovietico.
Il 21 maggio 1947, il governo centrale nominò Masud Sabri nuovo presidente e Isa Yusuf Alptekin segretario generale del governo della coalizione. A questa decisione si opposero i Tre Distretti mentre i sette distretti la sostennero. Masud Sabri era vicino ai conservatori nella cricca CC del Kuomintang e annullò tutte le riforme pro-minoritarie di Zhang Zhizhong, cosa che scatenò rivolte tra gli uiguri nelle oasi come Turfan (uno dei sette distretti; i disordini a Turfan iniziarono dal luglio 1947). Il 12 agosto 1947, Ehmetjan Qasim (vicepresidente del governo della coalizione e capo dei Tre distretti) lasciò Ürümchi e tornò ad Ili. Poco dopo, tutti gli altri membri del governo della coalizione della parte dei Tre Distretti tornarono a Ili. Così il governo della coalizione crollò.
Dopo il crollo, i Tre Distretti tornarono, di fatto, un'area separata pro-sovietica. Tuttavia, questa volta dei Tre Distretti non ricostruì il vecchio ETR, ma rimasero nella provincia dello Xinjiang. La leadership era saldamente nelle mani dei comunisti. Il 3 febbraio 1947, il Partito Rivoluzionario del Popolo (nei Tre Distretti) e l'Unione Comunista dello Xinjiang (a Ürümchi) vennero incorporati nel Partito Rivoluzionario Democratico con presidente Abdulkerim Abbas), e la costituzione del partito stabiliva chiaramente che uno degli obiettivi del partito era quello di opporsi al "pan-turkismo" e al "pan-islamismo". Ehmetjan Qasim, Abdulkerim Abbas e altri capi dei Tre Distretti dichiararono pubblicamente che i Tre Distretti non erano più l'ETR, ma dovevano rimanere nello Xinjiang e in Cina. Al fine di stabilire una nuova organizzazione per governare i Tre Distretti (dall'inizio del governo della Coalizione, quando il governo dell'ETR si era sciolto, i Tre Distretti avevano perso un governo unito), nell'agosto del 1948, venne costituita la Lega Democratica dello Xinjiang per la Salvaguardia della Pace. Era sia un partito politico che un'organizzazione politica dei Tre Distretti. Per essere visibile, il partito inserì "Xinjiang" nel suo nome, ma non usò "Turkestan orientale". Questa fu una pietra miliare per i Tre Distretti.

## Dopo il collasso del governo di coalizione
Alla fine di guerra civile cinese, nel settembre del 1949, quando l'esercito del Kuomintang e il governo provinciale dello Xinjiang passarono dalla parte del Partito Comunista Cinese (CPC), i Tre Distretti si unirono con il PCC e ne accettarono la guida. La loro rivoluzione a questo punto era finita. I capi dei Tre Distretti si unirono al PCC (come Saifuddin Azizi), e l'esercito fu trasformato nella 5ª Armata dell'Esercito di Liberazione Popolare Cinese, poi negli anni 1950 trasformato in una parte del Corpo di produzione e costruzione dello Xinjiang.

## Uiguri anti ETR
La cricca CC, alleata del KMT, mise in atto delle contromisure per impedire che gli uiguri, tradizionalisti religiosi e conservatori delle oasi del Xinjiang meridionale, disertassero a favore di quelli dell'ETR filo-sovietici e filo-russi a Ili, nello Xinjiang settentrionale. Il KMT permise a tre nazionalisti antisovietici uiguri pan-turchi, Masud Sabri, Muhammad Amin Bughra e Isa Yusuf Alptekin, di scrivere e pubblicare propaganda nazionalista pan-turca allo scopo di incitare i popoli turchi contro i sovietici, cosa che fece molto irritare questi ultimi.
I telegrammi statunitensi riferivano che la polizia segreta sovietica aveva minacciato di assassinare i capi musulmani da Ining e li aveva messi sotto pressione per fuggire nella "Cina interna" attraverso Tihwa (Ürümqi). I russi bianchi cominciarono a temere le folle musulmane che cantavano: "Ci siamo liberati degli uomini gialli, ora dobbiamo distruggere i bianchi".
Tre Effendi pan-turchi, (Üch Äpändi) Aisa Alptekin, Memtimin Bughra, e Masud Sabri erano dei capi uiguri anti-sovietici. L'ETR li attaccò considerandoli "marionette" del Kuomintang.
Achmad (Ehmetjan Qasim), capo uiguro di Ili, era fortemente contrario a che Masud Sabri fosse diventato governatore, e chiese al Kuomintang che Masud Sabri fosse esautorato e la liberazione dei prigionieri come condizione per accettare di andare a Nanchino.
Il linguista uiguro Ibrahim Muti'i si oppose alla Seconda Repubblica del Turkestan orientale ed era contrario alla Ribellione di Ili perché era sostenuta dai sovietici e da Stalin. Successivamente, l'ex capo ETR Saifuddin Azizi si scusò con Ibrahim e ammise che la sua opposizione alla Repubblica del Turkestan orientale era la cosa giusta da fare.
Più di 60.000 soldati costituivano l'esercito di Ili secondo il generale Sung.

## Defezione dei kazaki
Osman Batur, il capo kazako, disertò a favore del Kuomintang e iniziò a combattere contro l'Unione Sovietica e l'esercito mongolo durante l'Incidente di Pei-ta-shan. Il 14º reggimento di cavalleria di dungani (musulmani cinesi o Hui), che combatteva per il Kuomintang, fu inviato dal governo cinese ad attaccare l'esercito sovietico e mongolo a Peitashan, sul confine tra Xinjiang e Mongolia.
Il musulmano generale Salar, Han Youwen, che faceva parte dello stato maggiore di Ma Bufang, comandava il Pau-an-dui (保安 隊; esercito di pacificazione), composto da tre battaglioni da 340 uomini, composti da diversi gruppi etnici tra cui kazaki, mongoli e russi bianchi al servizio del regime cinese. Assieme a Osman Batur e le sue forze kazake combatté contro l'ETR Ili e le forze sovietiche. Le forze dell'ETR nella zona di Ashan furono attaccate, sconfitte e uccise dalle forze kazake di Osman durante un'offensiva, sostenuta dai cinesi, nel settembre del 1947. I kazaki di Osman conquistarono la maggior parte delle città nella zona di Ashan sottraendole al controllo dell'ETR. Il console sovietico di Chenghua, Dipshatoff, diresse l'Armata Rossa nell'aiutare le forze ETR Ili contro i kazaki di Osman.

## Incidente di Pei-ta-shan
La Repubblica Popolare Mongola venne coinvolta in una disputa di confine con la Repubblica di Cina, a seguito della quale venne inviato, da parte del governo cinese, un reparto di cavalleria per attaccare mongoli e sovietici. Comandava 1ª Divisione di cavalleria, il maggior generale Han Youwen inviato dal comando militare del Kuomintang a Beitashan con una compagnia di truppe in rinforzo a Ma Xizhen. Essi giunsero circa tre mesi prima che scoppiassero i combattimenti. Al comando dei Pei-ta-shan, era il generale Han a capo di tutta la cavalleria musulmana che difendeva contro le forze sovietiche e mongole. Han disse ad A. Doak Barnet, un giornalista americano, che "credeva che il confine dovesse essere a circa 65 km a nord delle montagne".
Sia prima che dopo il 1945 esisteva una stazione di polizia nello Xinjiang presidiata da una forza di polizia cinese con postazioni di sentinelle.
La Mongolia invase lo Xinjiang per aiutare Li Rihan, il commissario speciale filo-sovietico, a prendere il controllo dello Xinjiang dal commissario straordinario Us Man (Osman), che sosteneva la Repubblica di Cina. Il portavoce del ministero della Difesa cinese annunciò che i soldati mongoli Outer erano stati catturati a Peitashan e dichiarò che le truppe stavano resistendo vicino a Peitashan.
Nel 1947 la cavalleria elitaria Hui del Qinghai fu mandata dal Kuomintang cinese per distruggere i mongoli e i russi.
Le truppe cinesi riconquistarono Peitashan e continuarono a combattere contro aerei bombardieri sovietici e mongoli. Lo Yuan legislativo cinese chiese una politica più ferma contro l'Unione Sovietica.
Il generale cinese Ma Xizhen e il kazako Osman Batur combatterono contro le truppe e gli aerei mongoli per tutto il giugno 1947. Nel giugno del 1947 l'MPR usò una forza delle dimensioni di un battaglione avendo il supporto aereo sovietico I mongoli sondarono ripetutamente le linee cinesi.
Osman continuò a combattere contro le forze uigure del regime Yili nel nord dell'Ashan dopo essere stato sconfitto dalle forze sovietiche.

## Annessione alla Repubblica popolare cinese
Nell'agosto del 1949, l'Esercito Popolare di Liberazione catturò Lanzhou, la capitale della provincia del Gansu. L'amministrazione del Kuomintang nello Xinjiang fu minacciata e i capi provinciali del partito, Tao Zhiyue e Burhan Shahidi, guidarono il governo e l'esercito a passare dalla parte del Partito Comunista Cinese (CPC) nel settembre 1949. Alla fine del 1949, alcuni Funzionari del Kuomintang fuggirono in Afghanistan, India e Pakistan, ma la maggior parte cambiarono casacca o si arresero al CPC. Il 17 agosto 1949, il Partito Comunista Cinese mandò Deng Liqun a negoziare con i capi dei Tre Distretti a Ghulja (Yining in cinese). Mao Zedong invitò i capi dei Tre Distretti a prendere parte alla Conferenza consultiva politica del popolo cinese che si sarebbe tenuta nello stesso anno. I capi dei Tre Distretti si recarono in Unione Sovietica, il 22 agosto, in automobile attraverso Horgos, accompagnati dal vice-console sovietico a Ghulja Vasiliy Borisov, e venne detto loro di cooperare con il Partito Comunista della Cina. I negoziati tra I Tre distretti e i rappresentanti sovietici di Alma-Ata continuarono per tre giorni e furono difficili a causa della mancanza di volontà, da parte del capo dei Tre distretti Ehmetjan Qasimi (che era contrario alla decisione rispetto ad altri due membri dei Tre distretti - Abdulkerim Abbas e Luo Zhi) ad accettare di incorporare i Tre Distretti nel futuro stato comunista cinese, presumibilmente nel 1951 (la Repubblica popolare cinese era stata proclamata due anni prima, il 1º ottobre 1949). Considerava la situazione del momento come una vera e propria possibilità, per secoli, che gli uiguri e altri popoli di tutto lo Xinjiang potessero ottenere libertà e indipendenza, un'occasione che non avrebbe dovuto essere persa. Quindi, alla delegazione dei Tre Distretti venne offerto di continuare i negoziati a Mosca direttamente con Stalin prima della partenza per Pechino. Il 24 agosto Ehmetjan Qasim, Abdulkerim Abbas, Ishaq Beg, Luo Zhi, Dalelkhan Sugirbayev e altri funzionari dei Tre Distretti, 11 membri della delegazione in totale, presero un aereo ad Alma-Ata in Kazakistan, diretti ufficialmente a Pechino, ma il volo venne dirottato a Mosca. Il 3 settembre, l'Unione Sovietica informò il governo cinese che l'aereo si era schiantato nei pressi del lago Bajkal mentre era in rotta verso Pechino, e tutti coloro che erano a bordo erano rimasti uccisi nell'incidente. Lo stesso giorno Molotov inviò un telegramma a Ghulja per informare Saifuddin Azizi (responsabile dei Tre Distretti quando Ehmetjan Qasimi non era a Ili e membro del Partito Comunista dell'Unione Sovietica) della "tragica morte dei devoti rivoluzionari, tra cui Ehmetjan Qasimi, in un incidente aereo nei pressi del lago Bajkal mentre erano in rotta verso Pechino". Secondo le istruzioni di Mosca, Saifuddin Azizi tenne la notizia segreta alla popolazione della Repubblica del Turkestan orientale fino all'inizio di dicembre del 1949, quando i corpi della delegazione dei Tre distretti furono consegnati dall'Unione Sovietica (già irriconoscibili), quando l'Esercito Popolare di Liberazione si era già assicurato la maggior parte dell'ex provincia dello Xinjiang.
Dopo la dissoluzione dell'Unione Sovietica nel 1991, alcuni ex generali del KGB e alti ufficiali (tra cui Pavel Sudoplatov) rivelarono che cinque alti dirigenti erano stati uccisi a Mosca per ordine di Stalin il 27 agosto 1949, dopo tre giorni di reclusione nelle ex scuderie dello Zar. Erano stati arrestati appena arrivati a Mosca dal capo del MGB, il colonnello generale Viktor Abakumov, che li aveva interrogati personalmente e poi ne ordinò l'esecuzione. Questo sarebbe stato fatto in accordo tra Stalin e il capo comunista cinese Mao Zedong, ma questa affermazione non è mai stata confermata. Le restanti figure importanti dei Tre Distretti, tra cui Saifuddin Azizi (che guidava la seconda delegazione dei Tre Distretti che partecipò alla Conferenza consultiva politica del popolo cinese a settembre a Pechino, che proclamò la nascita della Repubblica popolare cinese il 1º ottobre 1949), accettarono di incorporare i Tre distretti nella provincia dello Xinjiang in cambio di importanti posizioni all'interno dell'amministrazione. Tuttavia, alcuni kazaki guidati da Osman Batur continuarono la loro resistenza fino al 1954. Saifuddin divenne il primo presidente della Regione autonoma uigura dello Xinjiang, che rimpiazzò la provincia dello Xinjiang nel 1955. Le prime unità dell'Esercito Popolare di Liberazione arrivarono a all'aeroporto di Ürümqi il 20 ottobre 1949 su aerei sovietici forniti da Stalin e presero rapidamente il controllo dello Xinjiang settentrionale. Poi insieme alle unità dell'Esercito Nazionale Ili dei Tre Distretti entrarono nello Xinjiang meridionale, prendendo così il controllo su tutti i dieci distretti della provincia dello Xinjiang. Il 26 settembre 1949, 100.000 uomini del Kuomintang passarono dalla parte del Partito comunista cinese insieme al presidente del governo provinciale dello Xinjang Burhan Shahidi, che era tra le poche persone, che sapeva cosa fosse realmente accaduto alla prima delegazione dei Tre Distretti in agosto in Unione Sovietica. Il 20 dicembre 1949 l'Esercito Nazionale Ili passò nel PLA come 5ª Armata, con la soluzione politica finale nella fine della provincia nel 1955, riorganizzata in una regione autonoma per le tredici nazionalità dello Xinjiang.

## Esercito nazionale
L'Esercito nazionale della Seconda Repubblica del Turkestan orientale venne costituito l'8 aprile de 1945, e in origine era costituito da sei reggimenti:
1. Fanteria Suidun
2. Reggimento Ghulja
3. Reggimento Kensai
4. Reggimento di riserva Ghulja
5. Reggimento di cavalleria kazaka
6. Reggimento di dungani
7. Battaglione xibe
8. Battaglione mongolo

Nell'esercito nazionale venne applicata la coscrizione generale di tutte le razze, ad eccezione dei cinesi.
Successivamente, i battaglioni xiba e mongolo vennero trasformati in reggimenti. Quando gli irregolari kazaki sotto Osman Batur disertarono verso il Kuomintang nel 1947, anche il reggimento di cavalleria kazako dell'esercito nazionale passò dalla parte di Osman. La sezione motorizzata dell'Esercito consisteva in una divisione di artiglieria, che comprendeva dodici cannoni, due veicoli corazzati e due carri armati. Le forze dell'aviazione nazionale comprendevano quarantadue aerei, catturati nella base aerea del Kuomintang di Ghulja il 31 gennaio 1945, ma che vennero tutti danneggiati durante la battaglia per la conquista della base aerea. Alcuni di questi aerei vennero riparati e messi in servizio dal personale militare sovietico nell'ETR. Questi aeroplani parteciparono alla battaglia tra ribelli Ili e il Kuomintang per Shihezi e Jinghe nel settembre 1945.
Questa battaglia portò alla cattura di entrambe le basi KMT e dei giacimenti petroliferi di Dushanzi. Durante la battaglia venne catturato un altro aereo del Kuomintang, e i reparti dell'esercito nazionale raggiunsero il fiume Manasi a nord di Ürümqi, causando il panico nella città. Gli uffici governativi di Kumul vennero evacuati. Un'offensiva sulla capitale dello Xinjiang venne cancellata a causa delle pressioni dirette di Mosca sui capi dei ribelli di Ili, che accettarono di seguire gli ordini per iniziare i colloqui di pace con il Kuomintang. Mosca ordinò all'Armata Nazionale di cessare il fuoco su tutte le frontiere. I primi colloqui di pace tra ribelli Ili e il Kuomintang seguirono il discorso di Chiang Kai-shek alla Radio statale cinese, che offriva "di risolvere pacificamente la crisi dello Xinjiang" con i ribelli. Questi colloqui di pace furono mediati dall'Unione Sovietica e cominciarono ad Ürümqi il 14 ottobre 1945.
L'esercito nazionale arruolò tra le 25.000 e 30.000 uomini. Conformemente all'accordo di pace con Chiang Kai-shek firmato il 6 giugno 1946, questo numero venne ridotto a 11.000/12.000 effettivi e limitato ai soli Tre Distretti (Ili, Tarbaghatai e Altai) dello Xinjiang settentrionale. Anche i distaccamenti dell'esercito nazionale furono ritirati dallo Xinjiang meridionale, lasciando la strategica città vecchia di Aksu e aprendo la strada da Ürümqi alla regione di Kashgar. Ciò diede al Kuomintang l'opportunità di inviare 70.000 soldati dal 1946 al 1947 e di sedare la ribellione nel Pamir.
Questa ribellione fu sedata il 19 agosto 1945, nell'area di Sariqol del Pamir Taghdumbash. I ribelli sotto la guida degli uiguri Sadiq Khan Khoja di Kargilik e Sariqoli Tajik Karavan Shah conquistarono tutti i posti di confine vicino alle frontiere dell'Afghanistan, a quelle sovietiche e indiane (Su-Bashi, Daftar, Mintaka Qarawul, Bulunqul) e alla fortezza di Tashkurgan, uccidendo le truppe del Kuomintang. I ribelli colsero di sorpresa le truppe del Kuomintang mentre festeggiavano la capitolazione dell'Esercito giapponese in Manciuria. Poche forze del Kuomintang a Sariqol sopravvissero e fuggirono in India durante l'attacco dei ribelli. La base originaria della ribellione era situata nel villaggio montuoso del Pamir, Tagarma, vicino al confine sovietico. Il 15 settembre 1945, i ribelli di Tashkurgan presero Igiz-Yar sulla strada per Yangihissar, mentre un altro gruppo di ribelli simultaneamente prese Oitagh, Bostan-Terek e Tashmalik sulla strada per Kashgar.
Alla fine del 1945, i ribelli di Tashkurgan lanciarono un'offensiva sui distretti di Kashgar e Yarkant. Il 2 gennaio 1946, mentre Ürümqi firmava l'Accordo preliminare di pace tra ribelli Ili e rappresentanti del Kuomintang sotto la mediazione sovietica, i ribelli presero Guma, Kargilik e Poskam, importanti città che controllavano le comunicazioni tra Xinjiang, Tibet e India. L'11 gennaio 1946 l'esercito del Kuomintang lanciò un contrattacco nella zona militare di Yarkant, portando rinforzi dalla regione di Aksu. I contrattaccanti respinsero i ribelli di Tashkurgan dalla periferia di Yarkant, riconquistarono le città di Poskam, Kargilik e Guma e portarono la regione di Tashkurgan sotto il controllo cinese entro l'estate del 1946.
Solo poche centinaia dei 7000 ribelli sopravvissero. Questi si ritirarono nella zona montuosa del Pamir a Qosrap (villaggio nell'attuale Contea di Akto dello Xinjiang). L'Esercito Nazionale rimase inattivo dal 1946 al 1949 fino all'arrivo delle unità dell'Esercito popolare di Liberazione (PLA) nello Xinjiang.
Deng Liqun, inviato speciale di Mao Zedong, arrivò a Ghulja il 17 agosto 1949 per condurre negoziati con i capi dei Tre Distretti sul futuro degli stessi. Il giorno dopo Deng mandò un telegramma segreto a Mao sulle forze dei Tre Distretti. Elencò queste forze dicendo che erano costituite da 14.000 soldati, armati per lo più con armi tedesche, di artiglieria pesante, 120 camion militari e veicoli da rimorchio per artiglieria, e circa 6.000 cavalli. Personale militare sovietico era presente nell'esercito e riforniva quattordici aeroplani, usati come bombardieri. Il 20 dicembre 1949, l'Esercito Nazionale fu incorporato nel PLA come 5ª armata dello Xinjiang.

## Stampa
Il giornale del Turkestan orientale era Azat Sherkiy Turkistan (Turkestan orientale libero), pubblicato per la prima volta il 17 novembre 1944, a Ghulja, cinque giorni dopo la fondazione del nuovo governo ETR. Venne poi rinominato in Inqlawiy Sherkiy Turkistan (Turkestan orientale rivoluzionario).

## Eventi correlati
Secondo l'autobiografia, Dragon Fighter: One Woman's Epic Struggle for Peace with China di Rebiya Kadeer, suo padre combatté con i ribelli uiguri filo-sovietici sotto la Seconda Repubblica del Turkestan orientale nella ribellione Ili (Ribellione delle Tre province) nel 1944-46, con l'aiuto dei sovietici, contro il governo della Repubblica di Cina sotto Chiang Kai-shek. La Kadeer e la sua famiglia erano amici intimi di esuli russi bianchi che vivevano nello Xinjiang ed ella ricordava che molti uiguri pensavano che la cultura russa fosse "più avanzata" di quella degli uiguri e la "rispettavano" molto.
Nel conflitto dello Xinjiang, l'Unione Sovietica appoggiò di nuovo i separatisti uiguri contro la Cina a partire dagli anni 1960. L'Unione Sovietica incitò le attività separatiste nello Xinjiang attraverso la propaganda, incoraggiando i kazaki a fuggire in Unione Sovietica e attaccando la Cina. Questa rispose rafforzando l'area di confine dello Xinjiang-sovietico specificamente con le milizie Han Corpo di produzione e costruzione dello Xinjiang ("Bingtuan" in cinese) e gli agricoltori. I sovietici intensificarono le loro trasmissioni incitando gli uiguri alla rivolta contro i cinesi attraverso Radio Tashkent, a partire dal 1967, e ospitando e appoggiando direttamente i combattenti separatisti della guerriglia contro il confine cinese. Nel 1966 la quantità di attacchi separatisti sponsorizzati dai sovietici raggiungeva i 5.000 eventi. I sovietici ammisero il loro sostegno ai ribelli alcuni decenni più tardi quando, il 14 maggio 1967, in una trasmissione radiofonica in lingua uigura di Radio Tashkent nello Xinjiang, si vantarono del fatto che avevano addestrato e armato le forze della Repubblica del Turkestan orientale contro la Cina. Oltre a Radio Tashkent, altri mezzi di comunicazione sovietici diffusero propaganda nei confronti degli uiguri esortandoli a proclamare l'indipendenza e la rivolta contro la Cina, comprese Radio Alma-Ata e la pubblicazione, ad Alma-Ata, del giornale "Sherki Türkistan Evazi" ("La voce del Turkestan orientale"). Dopo la crisi sino-sovietica del 1962, oltre 60.000 uiguri e kazaki passarono dallo Xinjiang alla Repubblica Socialista Sovietica Kazaka, in risposta alla propaganda sovietica che prometteva l'indipendenza dello Xinjiang. Gli esiliati uiguri in seguito minacciarono la Cina mettendo in giro voci sulla creazione di un "esercito di liberazione" uiguro reclutato tra le migliaia di emigranti sovietici.
L'Unione Sovietica fu coinvolta nel finanziamento e nel sostegno al Partito rivoluzionario popolare del Turkestan orientale (ETPRP), la più grande organizzazione separatista militante degli uiguri al suo tempo, per iniziare una violenta rivolta contro la Cina nel 1968. Negli anni 1970, i sovietici appoggiarono anche il Fronte Rivoluzionario Unito del Turkestan orientale (URFET) per combattere contro i cinesi.
Nel 1966-1967 divamparono "sanguinosi incidenti" quando le forze cinesi e sovietiche si scontrarono lungo il confine poiché i sovietici addestravano la guerriglia anti-cinese e spingevano gli uiguri alla rivolta contro la Cina, aiutando la loro "lotta di liberazione nazionale". Nel 1969, le forze cinesi e sovietiche combatterono, l'una contro l'altra, al confine sovietico dello Xinjiang.
L'Unione Sovietica sostenne la propaganda nazionalista uigura e i movimenti separatisti contro la Cina. Gli storici sovietici sostenevano che la terra natale degli uighuri fosse lo Xinjiang e il nazionalismo uiguro fu promosso dalle versioni sovietiche della storia sulla turcologia. Turcologi sovietici come D.I. Tikhonov scrissero opere indipendentiste sulla storia degli uiguri e lo storico uiguro, sostenuto dai sovietici, Tursun Rakhimov scrisse più opere storiche a sostegno dell'indipendenza degli uiguri, attaccando il governo cinese e sostenendo che lo Xinjiang era un'entità creata dalla Cina composta dalle diverse parti del Turkestan orientale e della Zungharia. Questi storici uiguri sovietici stavano conducendo una "guerra ideologica" contro la Cina, sottolineando il "movimento di liberazione nazionale" degli uiguri nel corso della storia. Il Partito comunista sovietico sostenne la pubblicazione di opere che glorificavano la Seconda Repubblica del Turkestan orientale e la Ribellione Ili contro la Cina nella sua guerra di propaganda anti cinese. Gli scrittori di propaganda sovietica scrissero opere che sostenevano che gli uiguri vivevano una vita migliore e che erano in grado di praticare la loro cultura solo nell'Asia centrale sovietica e non nello Xinjiang. Nel 1979 l'agente del KGB sovietico Victor Louis scrisse una tesi sostenendo la quale i sovietici dovevano sostenere una "guerra di liberazione" contro la Cina "imperialista" per sostenere l'indipendenza uigura, tibetana, mongola e manciù. Lo stesso KGB sovietico sosteneva i separatisti uiguri contro la Cina.
Lo storico nazionalista uiguro Turghun Almas e il suo libro Uyghurlar (Gli uiguri) e i racconti nazionalisti uiguri furono galvanizzati dalle posizioni sovietiche sulla storia, "saldamente radicate" nelle opere sovietiche turcologiche, ed entrambe pesantemente influenzate e parzialmente create da storici sovietici sui popoli turchi. La storiografia sovietica generò lo sviluppo della storia uigura trovata in Uyghurlar. Almas affermò che l'Asia centrale era "la madrepatria degli uiguri" e anche "l'antica culla dorata della cultura mondiale".
L'importanza dello Xinjiang per la Cina aumentò dopo la guerra sovietico-afghana nel 1979, che portò la Cina alla percezione di essere circondata dai sovietici. La Cina appoggiò i mujaheddin afgani durante l'invasione sovietica e trasmise agli uiguri notizie di atrocità sovietiche sui musulmani afghani per contrastare le trasmissioni propagandistiche sovietiche nello Xinjiang, nelle quali si vantavano del fatto che le minoranze sovietiche vivevano meglio e incitavano i musulmani alla rivolta. La radio cinese diffondeva trasmissioni anti-sovietiche alle minoranze etniche dell'Asia centrale come i kazaki. I sovietici temevano la slealtà tra i kazaki non russi, gli uzbeki e i kirghisi nel caso che le truppe cinesi avessero attaccato l'Unione Sovietica e fossero entrati in Asia centrale. I russi dicevano agli asiatici centrali, quando altercavano, "Aspettate che i cinesi arrivino qui, vi mostreranno chi sono!". Le autorità cinesi consideravano gli immigrati Han nello Xinjiang un elemento vitale per la difesa dell'area contro l'Unione Sovietica. La Cina aprì campi di addestramento per i Mujahideen afghani vicino a Kashgar e Khotan e fornì loro centinaia di milioni di dollari in armi, razzi, mine e armi anticarro.

## Stati simili sostenuti dai sovietici
L'Unione Sovietica istituì uno stato fantoccio simile alla dinastia Pahlavi in Iran sotto forma di governo popolare dell'Azerbaigian e Repubblica di Mahabad. Usò metodi e tattiche simili sia nello Xinjiang che in Iran quando avevano istituito la Repubblica curda del Mahabad e la repubblica autonoma dell'Azerbaigian. L'ambasciatore americano in Unione Sovietica inviò un telegramma a Washington nel quale affermava che la situazione nell'Azerbaigian iraniano e nello Xinjiang era simile.